# Xestia mejiasi
Xestia mejiasi är en fjärilsart som beskrevs av Rudolf Pinker 1961. Xestia mejiasi ingår i släktet Xestia och familjen nattflyn. Inga underarter finns listade i Catalogue of Life.